# Stupid Girls
Singles de P!nk
Last to Know Who Knew
Pistes de I'm Not Dead
Who Knew
Stupid Girls est une chanson de Pink écrite par Billy Mann, Pink, Niklas Olovson et Robin Mortensen Lynch, et produite par Billy Mann et MachoPsycho. C'est le premier single du quatrième album de Pink, I'm Not Dead.

## Réception

### Classements des ventes
| Chart (2006)                           | Peak position |
| -------------------------------------- | ------------- |
| Argentina Top 40 Singles               | 7             |
| Australian Singles Chart               | 4             |
| Australian Airplay Chart               | 1             |
| Austrian Singles Chart                 | 3             |
| Canadian Singles Chart                 | 2             |
| Danish Singles Chart                   | 6             |
| Dutch Singles Chart                    | 9             |
| Finnish Singles Chart                  | 1             |
| French Singles Chart                   | 13            |
| Germany Singles Chart                  | 5             |
| Hungary Singles Chart                  | 3             |
| Ireland Singles Chart                  | 5             |
| Italy Singles Chart                    | 8             |
| Mexican Top 100                        | 15            |
| New Zealand Singles Chart              | 7             |
| Norwegian Singles Chart                | 2             |
| Russian Airplay Chart                  | 2             |
| Spanish Singles Chart[réf. nécessaire] | 9             |
| Swedish Singles Chart                  | 16            |
| Swiss Singles Chart                    | 2             |
| UK Singles Chart                       | 4             |
| United Chart                           | 1             |
| U.S. Billboard Hot 100                 | 13            |
| U.S. Billboard Pop 100                 | 14            |
| U.S. Billboard Top 40 Mainstream       | 17            |
| U.S. Billboard Hot Dance Club Play     | 19            |
| U.S. Billboard Adult Top 40            | 25            |

## Crédits
Crédit tiré de la pochette et de l'album I'm Not Dead.
- Chant : P!nk
- Programmation tempo : Billy Mann et Niklas Olovson
- Guitare : Robin Lynch et Billy Mann
- MC : Molecules
- Production : Billy Mann pour The Well Ltd.
- Coproduction : MachiPsycho pour Stealth Entertainment
- Enregistrement : Billy Mann et Chris Rojas
- Lieu d'enregistrement : The Magic Shop, New York et Turtle Sound Studio, New York
- Mixage : Tom Lord-Alge
- Assistant-mixage : Femio Hernandez
- Lieu de mixage : South Beach Studios, Miami (Floride)
- Coordinateur de production : Lana Israel